# La Vengeance de Black Billy
Pour plus de détails, voir Fiche technique et Distribution.
La Vengeance de Black Billy (titre original : Riders of Vengeance) est un film muet américain réalisé par John Ford, sorti en 1919.

## Fiche technique
- Titre original : Riders of Vengeance
- Titre français : La Vengeance de Black Billy
- Réalisation : John Ford (crédité Jack Ford)
- Scénario : Harry Carey, John Ford
- Photographie : John W. Brown
- Producteur : Pat Powers
- Société de production : Universal Film Manufacturing Company
- Société de distribution : Universal Film Manufacturing Company
- Pays de production :  États-Unis
- Format : Noir et blanc — 35 mm — 1,33:1 — Film muet
- Genre : Western
- Longueur : 6 bobines[1]
- Date de sortie :
  - États-Unis : 9 juin 1919

## Distribution
- Harry Carey : Cheyenne Harry
- Seena Owen : la fille
- Joe Harris : le shérif Gale Thurman
- J. Farrell MacDonald : Buell
- Alfred Allen : le père de Harry
- Jennie Lee : la mère de Harry
- Clita Gale : Virginia

## Autour du film
- Ce film fait partie de la série des « Cheyenne Harry », avec Harry Carey.
- Ce film est considéré comme perdu (selon Silent Era).